# Dysmachus strigitibia
Dysmachus strigitibia är en tvåvingeart som beskrevs av Charles Howard Curran 1931. Dysmachus strigitibia ingår i släktet Dysmachus och familjen rovflugor.
Artens utbredningsområde är Ecuador. Inga underarter finns listade i Catalogue of Life.